# Fahrradklingel

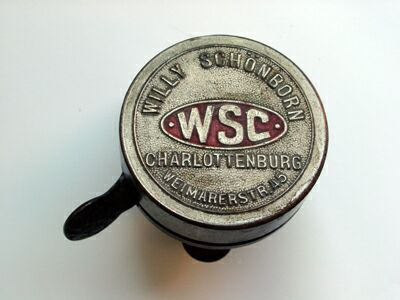
Historische Fahrradglocke

Eine Fahrradklingel dient als Signalgerät dazu, sich als Radfahrer im Straßenverkehr akustisch durch Schallzeichen bemerkbar zu machen oder vor einer Gefahr zu warnen, entsprechend der Hupe von Kraftfahrzeugen. Die meisten Modelle sind helltönende Metallglocken und erzeugen ihren Ton mit Hilfe eines äußeren Schlägels oder eines inneren Zahnrad-Mechanismus. Erstmals wurde eine Fahrradglocke im Jahre 1887 von dem britischen Erfinder John Richard Dedicoat patentiert.

## Verkehrsrecht
Deutschland
In Deutschland ist die Fahrradklingel durch § 64a Straßenverkehrs-Zulassungs-Ordnung (StVZO) vorgeschrieben: Fahrräder und Schlitten müssen mit mindestens einer helltönenden Glocke ausgerüstet sein; ausgenommen sind Handschlitten. Andere Einrichtungen für Schallzeichen dürfen an diesen Fahrzeugen nicht angebracht sein. An Fahrrädern sind auch Radlaufglocken nicht zulässig.
Österreich
In Österreich schreibt § 1 der Fahrradverordnung nur eine Vorrichtung zur Abgabe von akustischen Warnzeichen vor. Neben einer Fahrradklingel ist auch eine Hupe erlaubt.
Schweiz
In der Schweiz schrieb bis Anfang 2017 Artikel 218 der Verordnung über die technischen Anforderungen an Strassenfahrzeuge eine „gut hörbare Glocke“ für alle Fahrräder über 11 kg Gewicht vor. Der Artikel wurde mit der Gesetzesänderung vom 16. November 2016 ersatzlos aufgehoben, eine Klingel ist daher für ein straßentüchtiges Fahrrad in der Schweiz nicht mehr erforderlich.

## Hörbarkeit
Die alte Norm Glocken für Fahrräder und Fahrräder mit Hilfsmotor DIN ISO 7636:1986-02 wurde durch die DIN 33946:2010-09 ersetzt. Sie schreibt mindestens 85 dB Schalldruck in 2 Metern Abstand vor. Nicht jede Fahrradglocke genügt dieser Forderung. Ein weiteres Problem stellt die übliche Klangcharakteristik der Glocken dar. Die Forderung nach einer hell klingenden Glocke wird meist dahingehend interpretiert, dass hell mit hochfrequent gleichgesetzt wird. Solche Glocken lassen sich zwar sehr klein und leicht herstellen, jedoch leiden immer mehr Menschen an einer Alters- oder Lärmschwerhörigkeit, sodass sie sehr hohe Frequenzen schlecht hören. Zweitonglocken – sowohl als Klöppelvariante als auch mehrfach anschlagende Versionen bieten ein besser wahrnehmbares niederfrequenteres Klangspektrum.
Anders als im Zusammenhang mit Fahrradglocken üblich lässt „hell“ sich jedoch auch als Gegenteil von „dumpf“ interpretieren. Es ergäbe sich also die Forderung nach einem Klang mit stark ausgeprägten Obertönen, ganz ohne Festlegung eines Frequenzbereichs. Glocken mit derartigen Eigenschaften heben sich durch die Obertöne vom Verkehrslärm ab, bieten aber – bei ausreichender Baugröße – auch niederfrequente Anteile.
Um auch in geschlossenen Kraftfahrzeugen wahrgenommen zu werden, sollte die Glocke jedoch noch wesentlich lauter sein. Das Innenraumgeräusch moderner PKW erreicht bei 50 km/h Werte bis 65 dB(A). Wenn dann noch das Radio läuft, sind Werte zwischen 70 und 75 dB(A) üblich. Selbst bei geöffneten Fenstern ist die sichere Wahrnehmung einer Fahrradglocke dann nur in unmittelbarer Nähe gegeben. Bei geschlossenen Scheiben werden Außengeräusche – wie z. B. das Signal der Fahrradglocke – um ca. 15 dB gedämpft. Um dann noch wahrgenommen zu werden, müsste eine Fahrradglocke ca. 100 bis 105 dB(A) erzeugen.
Übliche Lenkerklingeln – und auch Radlaufglocken – erreichen nicht annähernd solche Lautstärken. Das könnte einer der Gründe dafür sein, dass es keine gesetzliche Maximallautstärke für Fahrradglocken gibt. Die Forderung aus § 30 StVZO Absatz 1 Punkt 1 Fahrzeuge müssen so gebaut und ausgerüstet sein, dass ihr verkehrsüblicher Betrieb niemanden schädigt oder mehr als unvermeidbar gefährdet, behindert oder belästigt. lässt sich erfüllen, indem für Fußgänger noch eine handelsübliche – also leisere – Lenkerklingel verwendet wird.
Ansonsten kann man sich noch auf diesen Verkehrsrechtskommentar berufen. Im Kommentar werden zwei nicht rechtsverbindliche Forderungen gestellt: Die Fahrradglocke darf nicht lauter sein als die Hupen der Kraftfahrzeuge (116 dB(A) in 2 m Abstand). Und die Fahrradglocke darf nicht verschiedene Klänge mit verschiedenen Grundfrequenzen erzeugen. Diese Forderung scheint etwas unbedacht, da Glocken naturgemäß beim Anschlagen und im Ausklingen unterschiedliche dominante Tonhöhen erzeugen. Siehe auch Glocke.
Um derart hohe Lautstärken zu erreichen, sind große und demnach schwere Klingeln mit elektromechanischem Schlagwerk, oder gar Motorkugelwecker nötig. Derartige Zusatzgewichte werden allenfalls an großen Lastenrädern oder Zugfahrrädern vor großen Anhängern akzeptiert. So ist es wie bei den Kraftfahrzeugen: Nur große, schwere LKW haben laute Signalhörner, nur große Fahrräder haben laute Glocken.

## Lenkerklingel
Lenkerklingeln sind am Lenker oder an der Lenkstange montiert. Besonders populär sind Modelle, die aus einer kleinen Glocke und einem äußeren Schlägel bestehen, der an einer Feder befestigt ist. Daneben gibt es auch Lenkerklingeln, die eine innenliegende Mechanik besitzen. Hier gibt es meist zwei frei gelagerte Metallscheiben, die an die Glocke schlagen. Sie werden mithilfe einer Zahnradmechanik in Rotation um eine Zentrale Achse versetzt und stoßen aufgrund der Zentrifugalkraft mehrfach während eines Klingelvorgangs gegen die Glocke, welche die Mechanik umschließt. Die Abfolge der schnellen häufigen Stöße lässt das typische Klingelgeräusch entstehen.
Die Lenkerklingeln sind wartungsfrei und allwettertauglich. Eine elektrische Energieversorgung ist nicht notwendig. Es existieren Modelle in verschiedenen Größen und Designs.

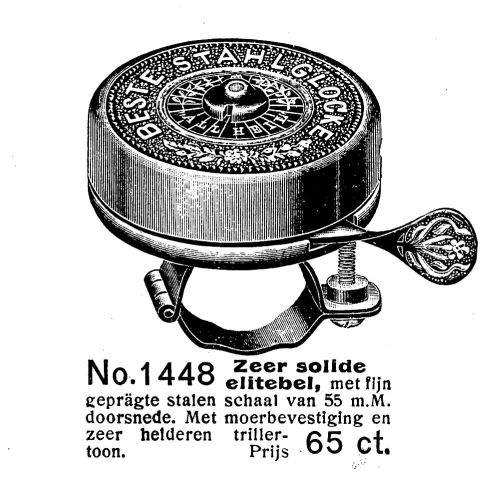
Fahrradklingel von 1913
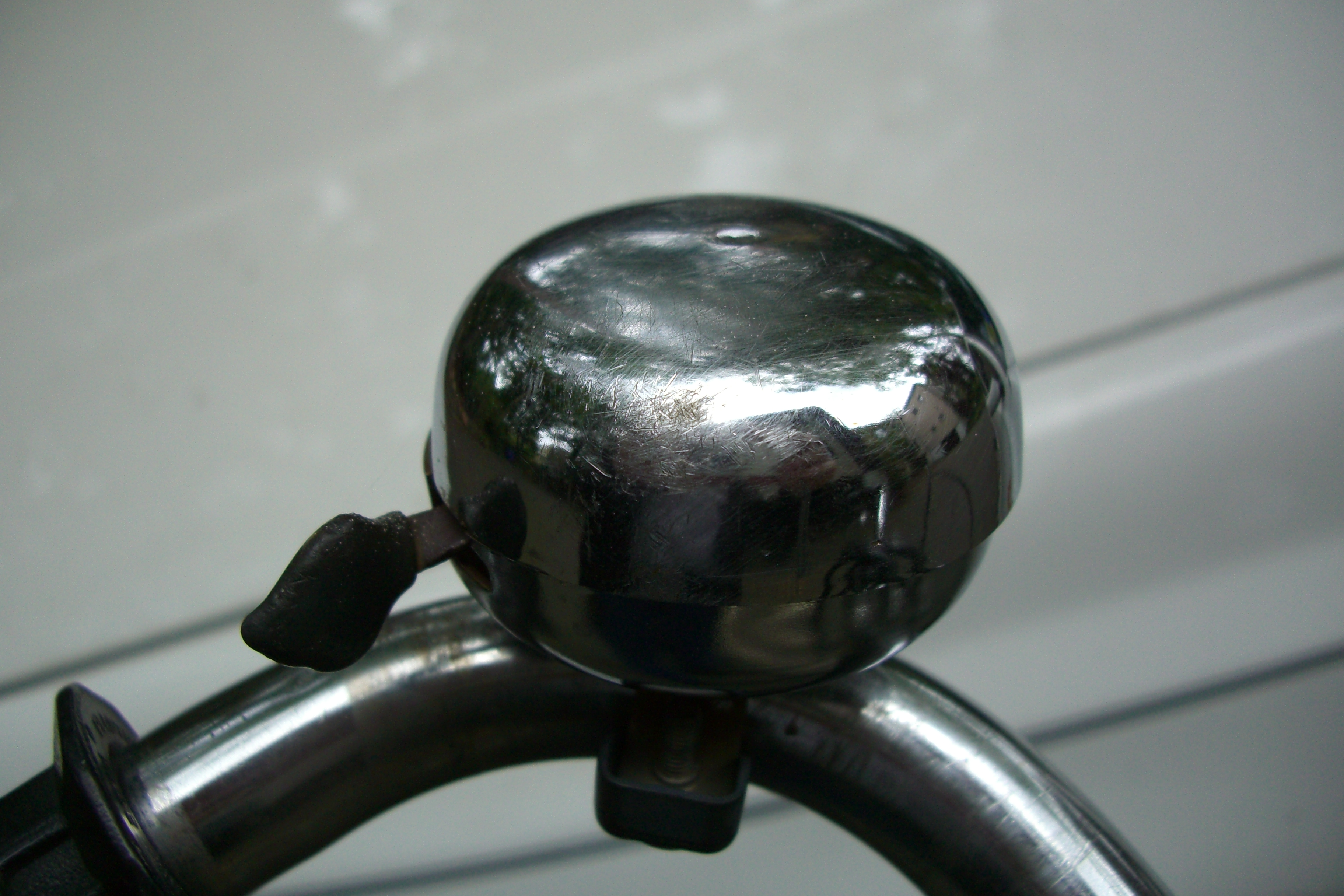
Zweiton-Glocke am Lenker
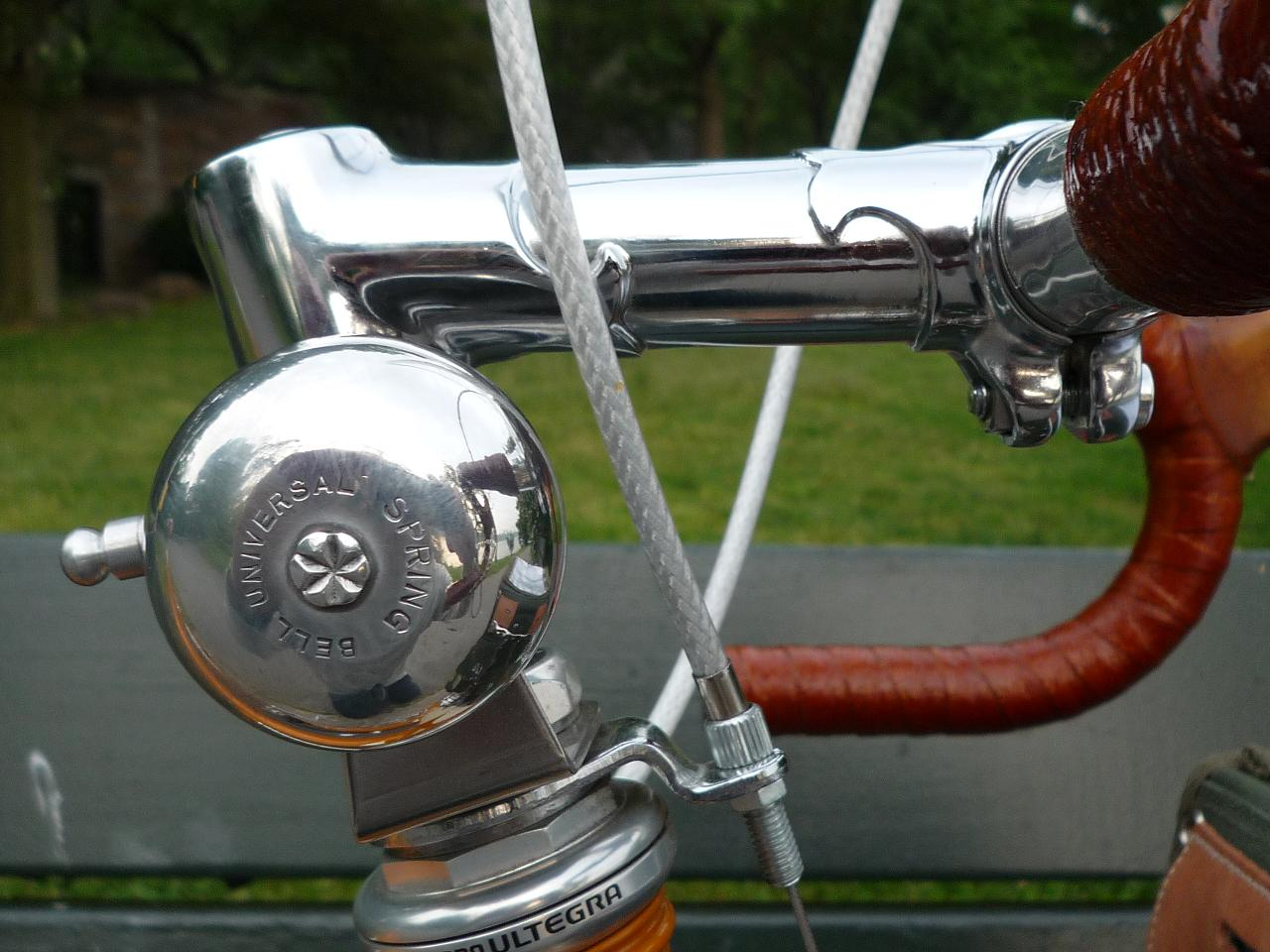
Klingel am Vorbau
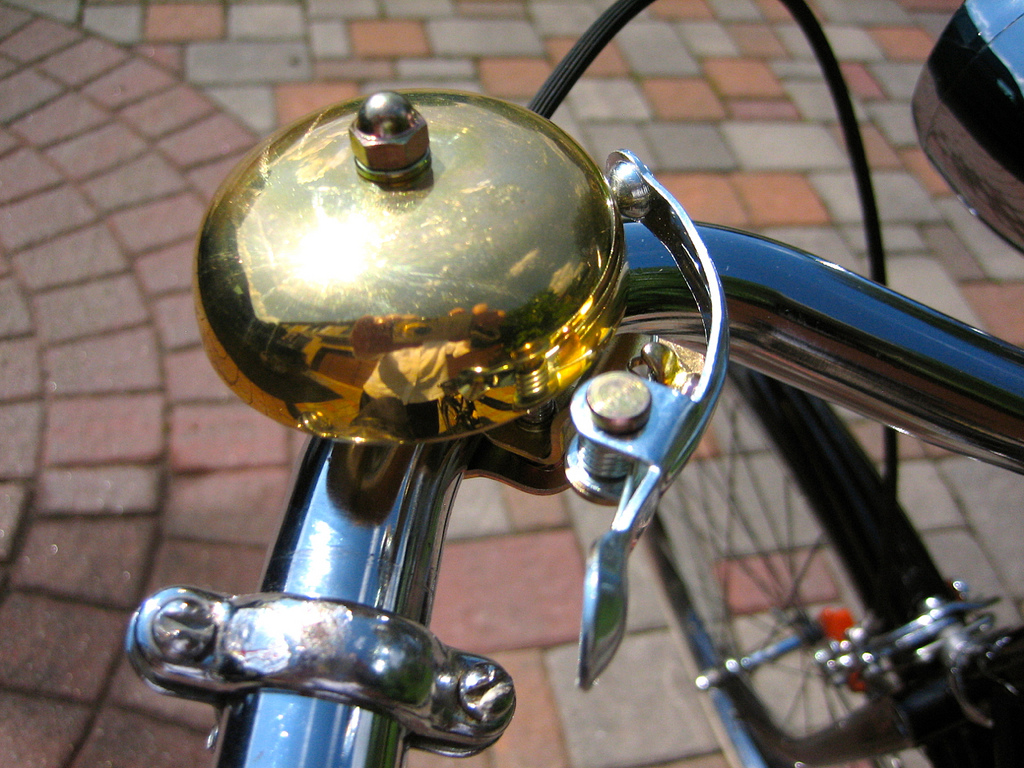
Klingel aus Messing mit äußerem Schlägel
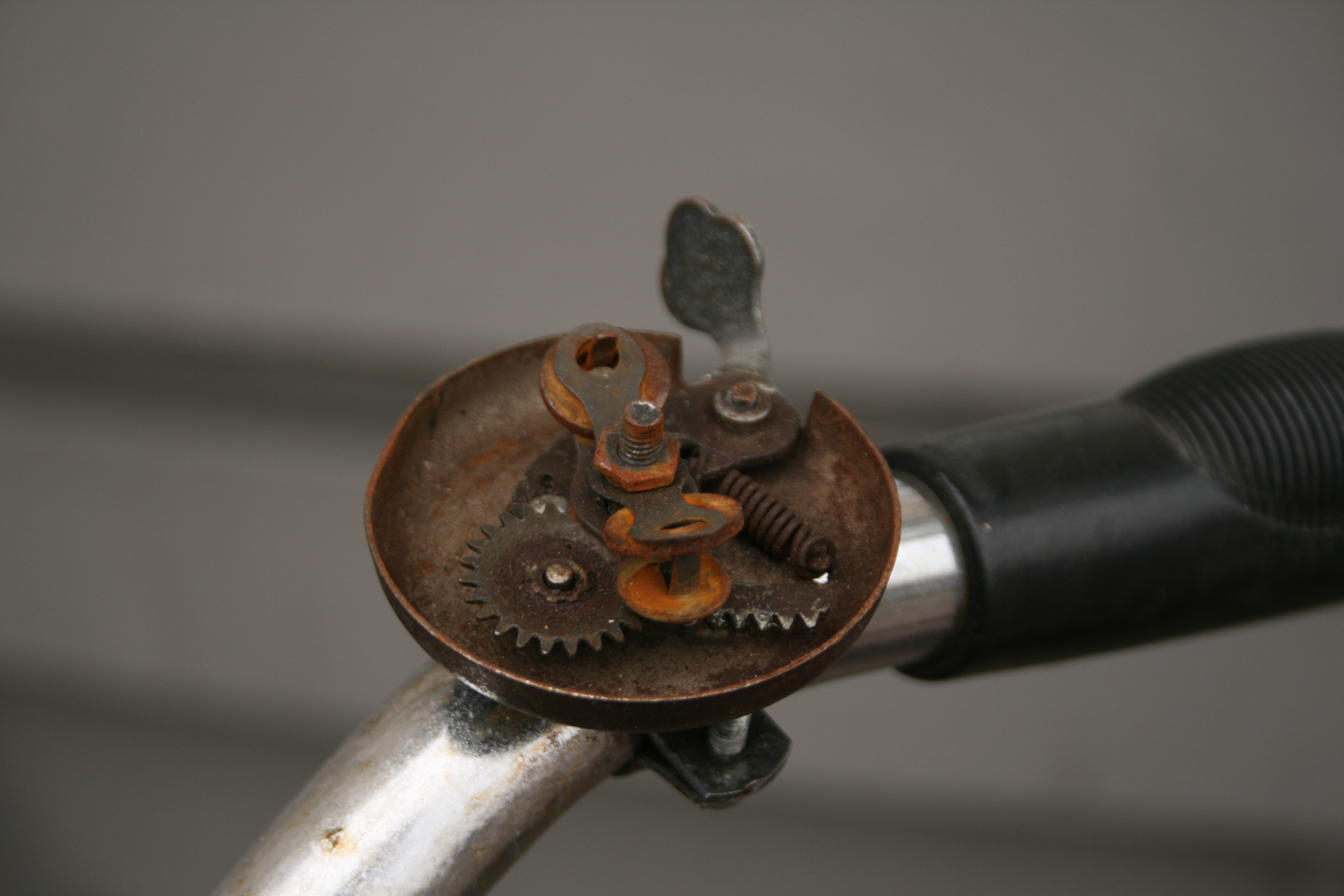
Inneres einer (verrosteten) Fahrradklingel
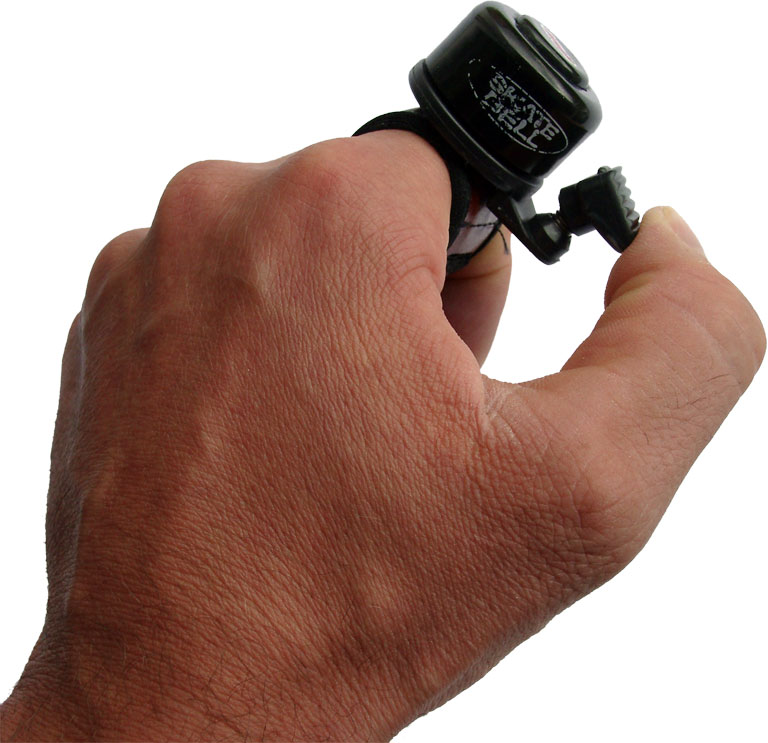
Moderne Klingel mit äußerem Schlägel

## Radlaufglocke
Bei der Radlaufglocke wird das Läutwerk ähnlich dem Fahrraddynamo durch die Bewegung des Rades mitgenommen, die Klingel selbst per Bowdenzug oder Schnur betätigt. Sie erzeugt ein lautes und stetiges Klingeln, ähnlich dem einer Straßenbahn. Die Radlaufglocke wurde in der Bundesrepublik Deutschland 1960 wegen der damit verbundenen „Lärmbelästigung“ verboten. Angesichts des schon damals üblichen Lärmpegels im Straßenverkehr wurde dieses Verbot von Radfahrern wiederholt kritisiert, da sich der Radler nur mit einer solchen Klingel gegenüber dem Autofahrer hörbar machen könne und die Lautstärke einer für Kfz vorgeschriebenen Hupe diejenige einer Sturmklingel ohnehin bei weitem übertreffe. 1985 setzte ein Münchner Radfahrer mit dieser Begründung gerichtlich eine individuelle Sondergenehmigung für Sturmklingel und helle Fahrradbeleuchtung durch.
Bei Stillstand des Fahrrades kann die Radlaufglocke im Gegensatz zur Fahrradklingel nicht benutzt werden.

## Trivia

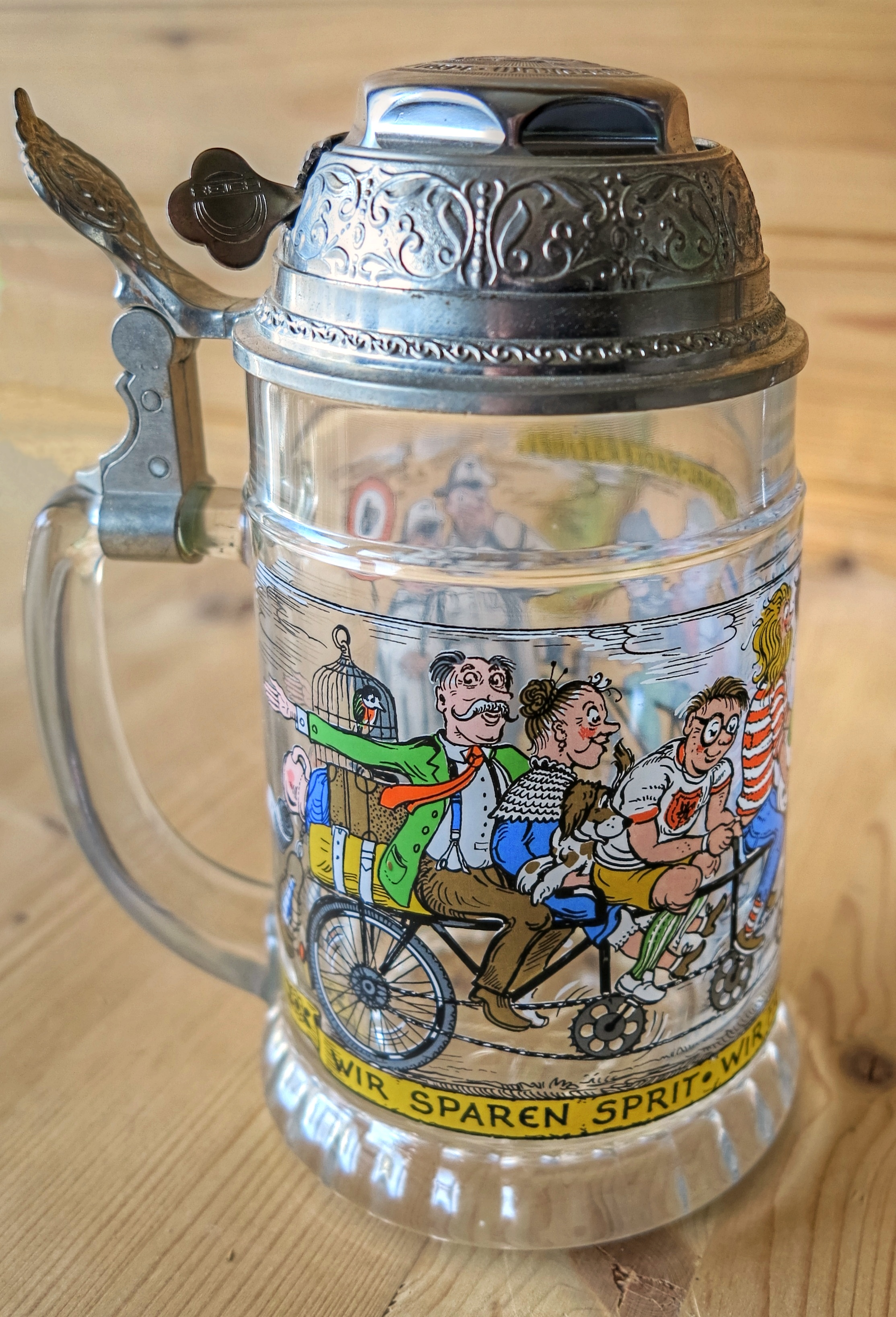
Bierseidel mit Klingel

Gelegentlich werden Fahrradglocken auch an anderen Gegenständen befestigt, wodurch deren Besitzer durch Betätigung des Läutmechanismus besondere Aufmerksamkeit auf sich lenken wollen. So finden sich Fahrradklingeln auf Wanderstöcken, Servierbrettern für alkoholische Getränke (insbesondere Schnäpse) oder Bierkrügen.
Fahrradklingeln wurden auch als Musikinstrument genutzt, z. B. in You Still Believe in Me von The Beach Boys, Bicycle Race von Queen und etlichen Werken von P. D. Q. Bach.